# Hauptfriedhof Ibbenbüren

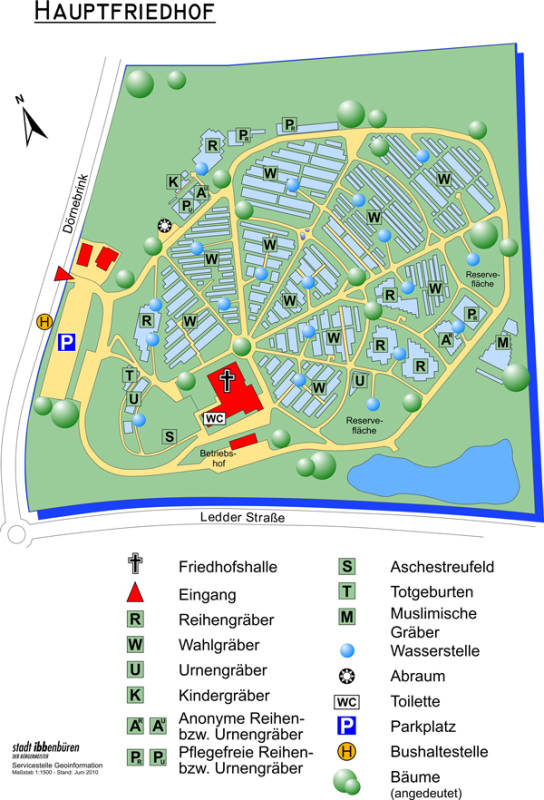
Übersichtskarte

Der Hauptfriedhof Ibbenbüren ist einer der zwei großen Friedhöfe im Stadtbezirk von Ibbenbüren. Der Friedhof liegt im Osten der Ibbenbürener Innenstadt an der Ledder Straße und am Dörnebrink. Mit seinen 7,7 ha ist er der flächenmäßig größte Friedhof in Ibbenbüren.

## Geschichte
Aufgrund der Gräberknappheit in den 1970er Jahren wurde der Entschluss gefasst, im Osten der Stadt einen neuen Hauptfriedhof anzulegen. Der Friedhof wurde in den Jahren 1975/76 eingerichtet und musste schon 1978/79 erweitert werden. Die Eignung des Bodens für Bestattungszwecke wurde vom Geologischen Landesamt Nordrhein-Westfalen in einem Gutachten ausgesprochen. Die Genehmigung zur Errichtung des Friedhofes mit einer ursprünglich geplanten Gesamtgröße von 11,5 ha wurde vom Oberkreisdirektor des damaligen Kreises Tecklenburg am 31. Mai 1974 erteilt.
"Da der jetzige Zentralfriedhof im Bereich der Nordstraße/Bockradener Straße und der Katholische Friedhof Laggenbeck nur noch geringe Aufnahmekapazitäten haben und Erweiterungsmöglichkeiten nicht gegeben sind, ist auf dem für Bestattungen geeigneten Gelände nordöstlich des Wickingweges/Ledder Straße entsprechend dem Friedhofsleitplan ein neuer Hauptfriedhof für das Stadtzentrum mit östlichem Stadtbereich entstanden."
In den vergangenen Jahren ging die Zahl der Bestattungen auf dem Hauptfriedhof zurück. Grund dafür ist eine geänderte Friedhofsleitplanung sowie eine verstärkte Nachfrage nach Gräbern auf dem Zentralfriedhof. Im Jahr 1994 wurde ein muslimisches Gräberfeld in Abstimmung mit der islamischen Gemeinde angelegt. Die damalige Beantragung erfolgte durch den türkisch-islamischen Kulturverein.

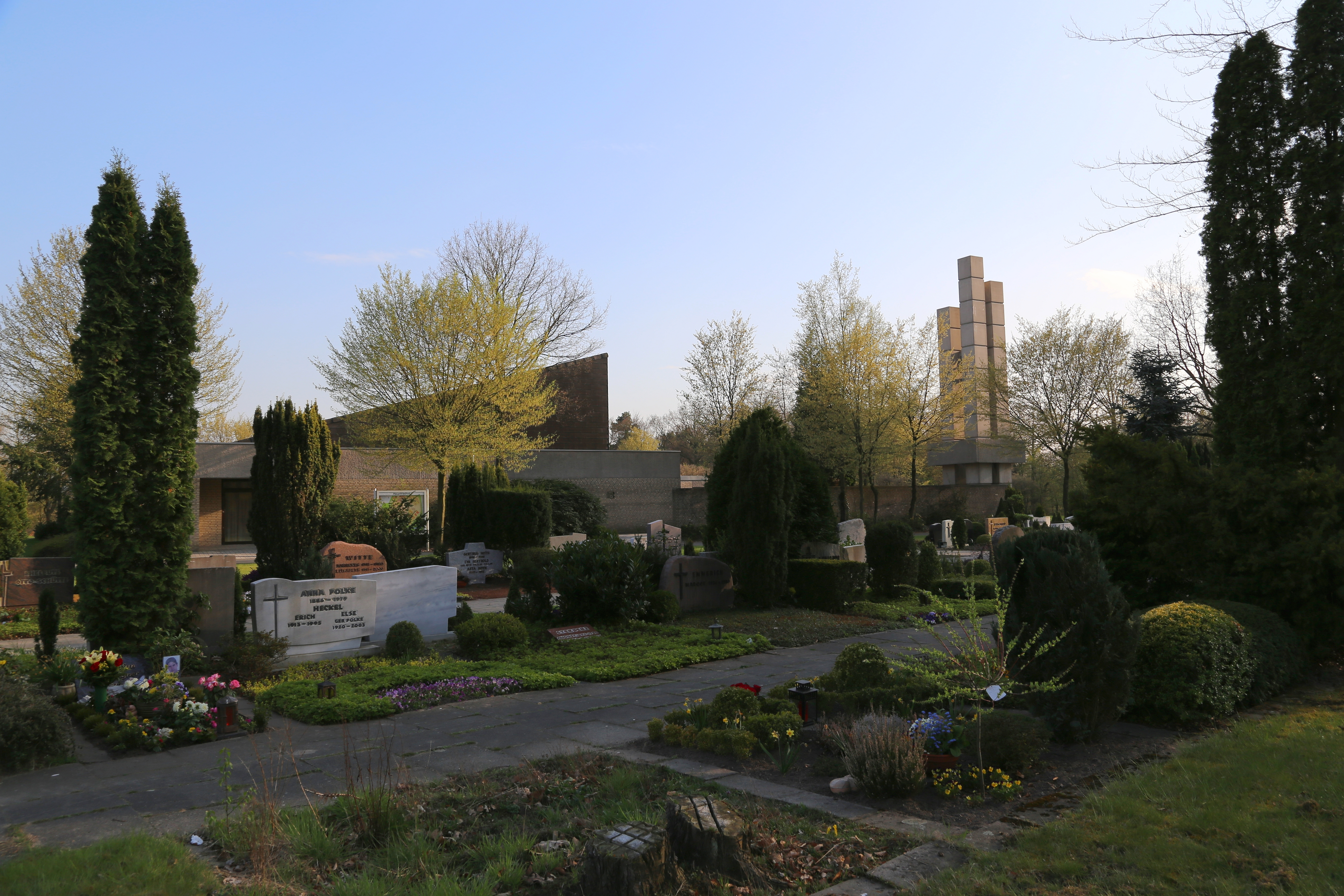
Blick über das Gräberfeld Richtung Friedhofshalle und Glockenturm

## Bestattungsmöglichkeiten
Der Hauptfriedhof bietet eine Vielzahl von Bestattungsmöglichkeiten an. Neben den üblichen Reihen-, Kinder- und Wahlgräbern als Erdgrab oder Urnengrab gibt es weitere Alternativen. Neben den muslimischen Gräbern gibt es seit einigen Jahren auch anonyme und pflegefreie Erd- und Urnengräber. Bei den pflegefreien Gräbern wird die Grabstelle lediglich mit einer Namensplatte versehen. Das Bepflanzen der Gräber sowie das Abstellen von Vasen und Kerzen ist allerdings auf diesen Gräbern nicht gestattet. Ferner kann auch die Asche anonym auf einem Aschestreufeld beigesetzt werden. Eine weitere Besonderheit ist eine Grabstelle für Totgeburten.

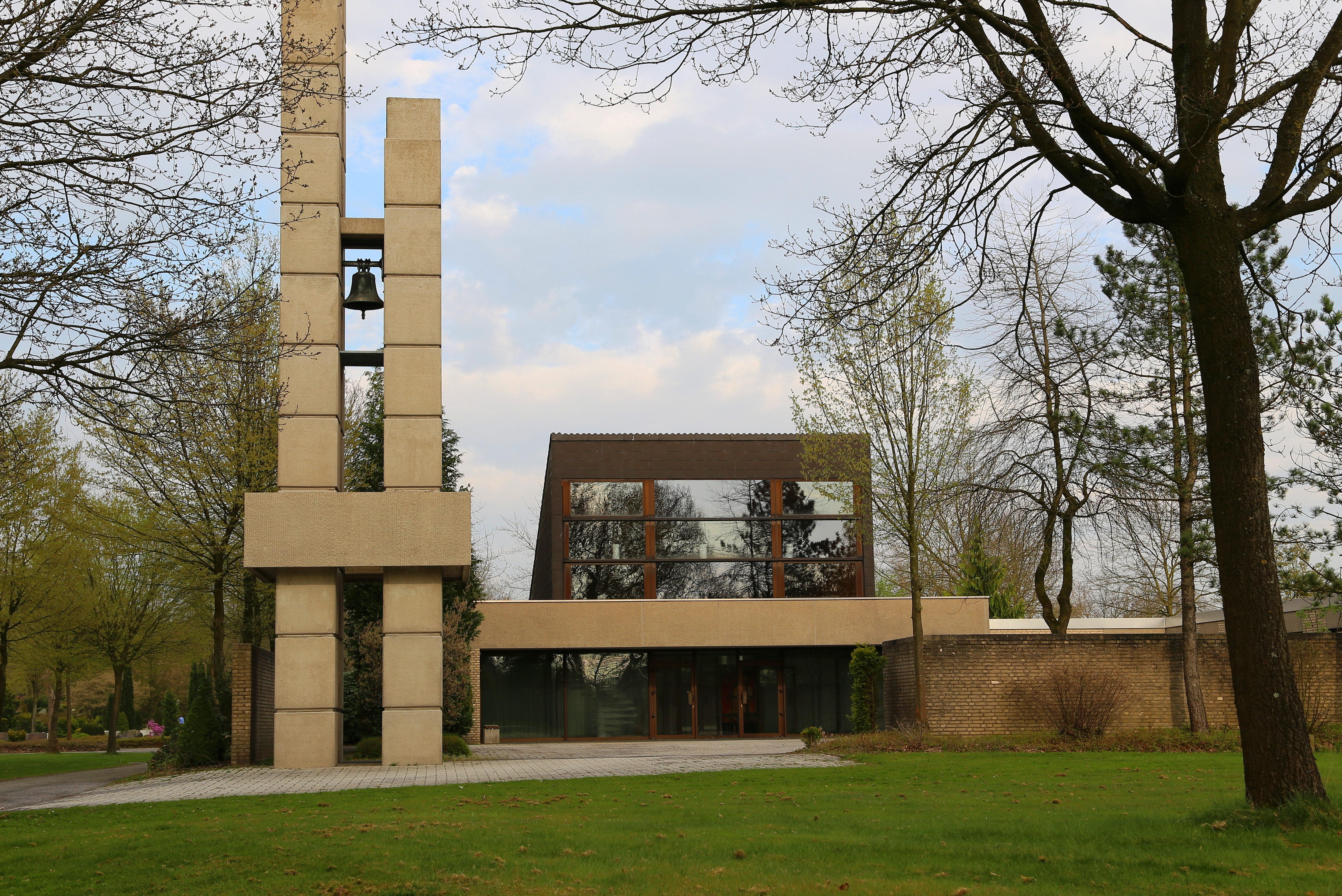
Eingang zur Friedhofshalle

## Gräber bekannter Persönlichkeiten
- Friedrich Ernst Hunsche, Autor in hochdeutscher und plattdeutscher Sprache, † 1994

## Lage
Dörnebrink 12, 49479 Ibbenbüren